# Christoph Ernst Friedrich Weyse
Christoph Ernst Friedrich Weyse, nemški (danski) skladatelj in organist, * 5. marec 1774, Altona, † 8. oktober 1842, København
Weyse je s petnajstimi leti odšel na Dansko, kjer je ostal vse življenje. Napisal je 7 simfonij. Njegovo glasbo prežema danska ljudska motivika.